# Wittekind (Schiff)
| Wittekind                                           | Wittekind                            | Wittekind                            |
| Wittekind als USS Freedom                           | Wittekind als USS Freedom            | Wittekind als USS Freedom            |
| --------------------------------------------------- | ------------------------------------ | ------------------------------------ |
| Stapellauf:                                         | 3. Februar 1894                      | 3. Februar 1894                      |
| Indienststellung:                                   | 8. April 1894                        | 8. April 1894                        |
| Bauwerft:                                           | Blohm & Voss, Hamburg                | Blohm & Voss, Hamburg                |
| Baunummer:                                          | 100                                  | 100                                  |
| Schwesterschiff:                                    | Willehad (1894)                      | Willehad (1894)                      |
| Passagiere:                                         | 1114 Zwischendeck                    | 1114 Zwischendeck                    |
| Besatzung:                                          | 70 Mann                              | 70 Mann                              |
| Technische Daten                                    |                                      |                                      |
| Vermessung:                                         | 4.997 BRT                            | 4.997 BRT                            |
| Tragfähigkeit:                                      | 5.683 tdw                            | 5.683 tdw                            |
| Länge über alles:                                   | 122,22 m, nach Umbau 140,51 m        | 122,22 m, nach Umbau 140,51 m        |
| Breite:                                             | 14,03 m                              | 14,03 m                              |
| Tiefgang:                                           |                                      |                                      |
| Maschinenanlage:                                    | 2 Dreifach-Expansions-Dampfmaschinen | 2 Dreifach-Expansions-Dampfmaschinen |
| Anzahl der Schrauben:                               | 2                                    | 2                                    |
| Leistung:                                           | 2.500 PSi                            | 2.500 PSi                            |
| Höchstgeschwindigkeit:                              | 12 kn                                | 12 kn                                |
| Verbleib                                            |                                      |                                      |
| 1917 durch USA in Boston beschlagnahmt 1924 Abbruch |                                      |                                      |

Die Wittekind (1894) und ihr Schwesterschiff Willehad wurden von Blohm & Voss für den gemischten Passagier- und Fracht-Dienst des Norddeutschen Lloyd (NDL), Bremen, nach Nord- und Südamerika gebaut. Die beiden Doppelschraubendampfer waren die ersten Neubauten, die der NDL bei der Hamburger Werft bestellten. Sie waren Einschornstein-Schiffe mit zwei Masten.

## Einsatz beim NDL
Die von Blohm & Voss gebaute Wittekind lief am 3. Februar 1894 von Stapel und wurde am 8. April an den NDL abgeliefert. Sechs Tage später trat sie ihre Jungfernfahrt nach New York an. Nach acht Nordatlantik-Rundreisen wurde sie am 21. September 1895 erstmals nach Südamerika eingesetzt. Bis 1912 führte sie insgesamt 33 Südamerika-Rundreisen durch.
1900 wurde sie verlängert und auch die Möglichkeit der Einrichtung von Kabinen der II. Klasse geschaffen. Es wurde eine über 18 m lange Sektion hinter der Brücke eingefügt, die den Frachtraum vergrößerte. Unklar ist, ob diese im März 1900 fertiggestellte Arbeit bei der Seebeck-Werft oder in Großbritannien (Wigham Richardson, Wallsend-on-Tyne) erfolgte. Durch den Umbau wurden 1366 Zwischendeckpassagiere möglich. Es konnten bei Bedarf aber nun auch bis zu 177 II. Klasse-Passagiere aufgenommen werden, wobei sich die mögliche Zahl der Zwischendeckpassagiere auf 1039 verringerte.
Am 2. Juli 1900 lief sie mit den ersten Verstärkungen der Marineinfanterie wegen des Boxeraufstandes nach China aus und diente dort dann bis zum April 1901 als Lazarettschiff.
1906 lief die Wittekind erstmals Baltimore an, 1911 auch über Philadelphia nach Galveston in Texas und am 16. Juni auch nach Québec und Montreal.
Am 24. Juli 1914 lief die Wittekind letztmals unter deutscher Flagge aus Hamburg nach Quebec und Montreal aus. Wegen der drohenden Kriegsgefahr wurde das neutrale Boston angelaufen, wo das Schiff aufgelegt wurde. Die Passagiere durften nicht in die USA einreisen; Kanada musste die Einreiseabwicklung und den Weitertransport organisieren.
1917 beim Kriegseintritt der USA wurde das Schiff beschlagnahmt und in Iroquois umbenannt, 1919 erneut umbenannt in USS Freedom und war vom 24. Januar bis 23. September 1919 im Dienst der US-Navy. Es machte drei Rundreisen nach Frankreich und erledigte den Rücktransport von 4983 Soldaten in die USA. Danach wurde es als Teil der US Army Transport Reserve aufgelegt.
1924 erfolgte der Abbruch der ehemaligen Wittekind in Baltimore.